# Chansons nettes
Albums de Claude Nougaro
Assez !
(1980) Au New Morning
(1981)
Chansons nettes est un album de Claude Nougaro sorti en janvier 1981 sous le label Barclay (référence originale : Barclay 96 115).

## Autour de l'album
- La couverture de l'album a été réalisée par le photographe d'art Bruno de Monès.
- L'album s'achève sur une nouvelle version de Je suis sous..., précédemment enregistré en 1964 (voir Je suis sous...).

## Titres
| 1.  | Nous voici                                     | Claude Nougaro                           | Bernard Arcadio                       | 2:39 |
| 2.  | Ça fait mal (I Got It Bad And That Ain't Good) | Boris Vian - Claude Nougaro (adaptation) | Paul Francis Webster - Duke Ellington | 5:23 |
| 3.  | L'amour meurt jeune                            | Claude Nougaro                           | Aldo Romano                           | 3:07 |
| 4.  | Rimes                                          | Claude Nougaro                           | Aldo Romano                           | 3:16 |
| 5.  | Vieux Vienne                                   | Claude Nougaro                           | Fred Freed                            | 3:17 |
| 6.  | C'est mon cœur                                 | Claude Nougaro                           | Fred Freed                            | 2:40 |
| 7.  | Le chat (The Cat)                              | Claude Nougaro (adaptation)              | Rick Ward - Lalo Schifrin             | 2:16 |
| 8.  | Visiteur                                       | Claude Nougaro                           | Aldo Romano                           | 3:15 |
| 9.  | Vermifuge lune                                 | Claude Nougaro                           | Claude Nougaro                        | 3:18 |
| 10. | Je suis sous...                                | Claude Nougaro                           | Jacques Datin                         | 4:41 |